# Njam-Osoryn Tujaa
Njam-Osoryn Tujaa (mongolisch Ням-Осорын Туяа; * 1958) ist eine mongolische Politikerin. Vom 22. bis zum 30. Juli 1999 führte sie die Geschäfte des Premierministers aus.
Seit 1998 war Tujaa in der Regierung von Dschanlawyn Narantsatsralt Außenministerin für die National-Demokratische Partei (MNDP).
Nach dessen erzwungenem Rücktritt führte sie die Geschäfte des Premierministers aus, bis der Große Staats-Chural (Parlament) Rintschinnjamyn Amardschargal ernannte. Auch in dessen Regierung war sie Außenministerin, bis die Mongolische Revolutionäre Volkspartei in den Parlamentswahlen 2000 wieder die Macht errang.
In diesen Wahlen hatte sie selbst erfolglos in einem Wahldistrikt des Chentii-Aimag kandidiert.
Siehe auch: Liste weiblicher Staatsoberhäupter und Regierungschefs
| Vorgänger                  | Amt                                                                   | Nachfolger                    |
| -------------------------- | --------------------------------------------------------------------- | ----------------------------- |
| Dschanlawyn Narantsatsralt | Premierminister der Mongolei (ausführend) 22. Juli 1999–30. Juli 1999 | Rintschinnjamyn Amardschargal |

| Personendaten    | Personendaten                 |
| ---------------- | ----------------------------- |
| NAME             | Tujaa, Njam-Osoryn            |
| ALTERNATIVNAMEN  | Туяа, Ням-Осорын (mongolisch) |
| KURZBESCHREIBUNG | mongolische Politikerin       |
| GEBURTSDATUM     | 1958                          |